# سفارة البرازيل في كوريا الشمالية
سفارة البرازيل في كوريا الشمالية هي أرفع تمثيل دبلوماسي لدولة البرازيل لدى كوريا الشمالية. تقع السفارة في Taedonggang-guyok ‏ وهي تهدف لتعزيز المصالح البرازيلية في كوريا الشمالية.

## وصلات خارجية
- الموقع الرسمي
- قائمة سفارات البرازيل
- قائمة السفارات في كوريا الشمالية